# Бранко Дикић
Бранко Дикић (Панчево, 18. јануар 1940 - Бања Лука, 27. септембар 2017) био је љекар и пензионисани пуковник Војске Републике Српске. Током Одбрамбено-отаџбинског рата био је Начелник санитета 1. Крајишког корпуса.

## Биографија
Гимназију је завршио у Панчеву, а Медицински факултет 1963. у Београду. У Школи народног здравља "Др Андрија Штампар" у Загребу одбранио је 1987. магистарски рад "Епидемиолошка
слика артеријске хипертензије у гарнизону Н". Године 1967. ступио је у Југословенску народну армију и службу започео у Војно медицинском центру у Бањој Луци, а 1982. отишао је у Загреб, гдје је радио у ВМЦ, Регрутном центру, Војној болници и Санитетском одјељењу Друге армије. Од 1991. до 1998. био је начелник Санитетске
службе 5. корпуса ЈНА, а затим Санитетске службе 1. крајишког корпуса ВРС. Аутор је књиге "Санитетска служба 1. Крајишког корпуса у Одбрамбено-отаџбинском рату 1991.-1995".